# Karukera Sound System
 (juin 2017).
Si vous disposez d'ouvrages ou d'articles de référence ou si vous connaissez des sites web de qualité traitant du thème abordé ici, merci de compléter l'article en donnant les références utiles à sa vérifiabilité et en les liant à la section « Notes et références ».
Le Karukera Sound System est un collectif « Reggae-Music » de la Guadeloupe. Fondé en 1994 autour de Brother Jimmy et ses amis, le groupe va révolutionner le reggae dans la Caraïbe, à l'instar du collectif Ruff Neg en Martinique.
Outre le fait d'avoir compté des DJ émérites dans ses rangs, parmi lesquels on peut retrouver Admiral T, Kurtis, Ti Bob, Oliver Stone, Fight ou Lovy Jam, le groupe a véritablement contribué à ancrer le reggae music et particulièrement le Dancehall, dans le milieu musical caribéen et guyanais. En effet, depuis L'Album en 1998, qui a vu la révélation d'Admiral T avec du titre Rapid, le groupe n'a cessé de susciter les vocations des uns et des autres. Les membres du groupe ont véritablement marqué les générations caribéennes des années 1990. Symbole d'une rénovation artistique, l'action du KSS a beaucoup contribué à l'édification du reggae guadeloupéen, martiniquais et guyanais. C'est aussi le premier collectif connu à avoir invité des stars du reggae sur des projets locaux.

## Discographie
- 1998 : L'Album
- 2000 : Special Request
- 2004 : Carribbean Sessions

## Membres
Selectors
- Puppa Alain
- Teddy

DJ's
- Admiral T
- Billy the Kid
- Brother Jimmy
- Fight (depuis 1994[1])
- Kurtis
- Lesmond
- Little Big Man
- Lovy Jam
- Little Espion
- Oliver Stone
- Prince Levy
- Sister Joy
- Ti Bob